# Ctenophora
Ctenophora (do grego: κτείς  kteis 'pente' e φέρω pherō 'portador'; ctenóforos), conhecidos pelos nomes comuns carambolas-do-mar ou águas-vivas-de-pente, é um filo de animais marinhos com distribuição natural cosmopolita presentes nas águas oceânicas e estuarinas. São organismos maioritariamente planctónicos, alguns bentónicos, bioluminescentes, que apresentam como característica distintiva a presença de pentes formados por grupos de cílios que utilizam para nadar. São os maiores animais não coloniais conhecidos que se locomovem utilizando cílios, apresentando tamanhos adultos que vão de cerca de 1 mm a 1,5 m de comprimento. São superficialmente semelhantes às medusas pela sua morfologia globosa, presença de uma mesogleia gelatinosa e pela transparência das suas membranas, embora estas semelhanças com as medusas representem mais uma convergência evolutiva do que um relacionamento filogenético próximo com os Cnidaria. O grupo está presente no registo fóssil desde o Cambriano.

## Descrição
Para um filo com relativamente poucas espécies, os Ctenophora têm uma ampla gama de planos corporais e de graus de robustez. As espécies costeiras devem ser suficientemente resistentes para suportar os efeitos das ondas e o embate das partículas de sedimentos movimentadas pela rebentação e pelas correntes, enquanto algumas espécies oceânicas são tão frágeis que é muito difícil capturá-las intactas para estudo. Além disso, as espécies oceânicas são difíceis de preservar, pelo que são conhecidos principalmente a partir de fotografias e das notas dos observadores. Assim, a atenção dos investigadores tem até recentemente sido concentrada em três géneros costeiros: Pleurobrachia, Beroe e Mnemiopsis. Pelo menos dois livros de texto baseiam as suas descrições dos ctenóforos quase exclusivamente no género Pleurobrachia, um membro dos Cydippida.
Uma vez que o corpo de muitas espécies é quase radialmente simétrico, o eixo principal corresponde à linha oral-aboral (a partir da boca para o lado oposto). No entanto, uma vez que apenas dois dos canais próximos do estatocisto terminam em poros anais, os ctenóforos não apresentam simetria de espelho, embora muitos tenham simetria de rotação, em outras palavras, se o animal girar descrevendo um semicírculo completo parecerá igual à situação de partida.
Como nos cnidários, o corpo dos ctenóforos é constituído por uma massa gelatinosa ensanduichada entre uma camada de células na superfície externa e outra na superfície interior, a qual constitui o revestimento da cavidade interna. Nos ctenóforos, cada uma destas camadas apresenta duas células de espessura, enquanto nos cnidários aquelas estruturas são constituídas por camadas com apenas uma célula de profundidade.
Os ctenóforos também se assemelham aos cnidários pela presença de um sistema nervoso descentralizado em lugar de um cérebro. Estudos genómicos têm sugerido que os neurónios dos ctenóforos, que diferem em muitos aspectos dos neurónios dos outros animais, evoluíram de forma independente, constituindo um elemento diferenciador em relação aos restantes animais.
Quase todos os Ctenophora são predadores, capturando presas que vão desde larvas e rotíferos microscópicos até espécimes adultos de pequenos crustáceos. As únicas excepções conhecidas são os juvenis de duas espécies, que vivem como parasitas das espécies de salpas das quais os adultos da sua espécie se alimentam. Em circunstâncias favoráveis, os ctenóforos podem em cada dia  ingerir até dez vezes o seu próprio peso.
Somente 100-150 espécies foram validadas e, possivelmente, outras 25 são conhecidas mas não foram ainda integralmente descritas e nomeadas de acordo com as regras do Código Internacional de Nomenclatura Zoológica. As espécies mais conhecidas, apresentadas em geral como exemplo nos livros didácticos, são Cydippida com corpo em forma de ovo e um par de tentáculos retracteis com franjas de tentilla ("pequenos tentáculos") recobertos por coloblastos, células pegajosas que capturam as presas.
O filo apresenta uma grande variedade de morfologia corporal, incluindo formas achatadas nos Platyctenida de águas profundas, em que os adultos da maioria das espécies não têm pentes, e os membros da ordem Beroida, das águas litorais pouco profundas, que não têm tentáculos e predam outros ctenóforos usando enormes bocas armados com grupos de grandes cílios endurecidos que funcionam como dentes. Estas variações permitem que diferentes espécies possam constituir enormes populações na mesma área, porque se especializam em diferentes tipos de presa, que capturam utilizando uma gama tão ampla de métodos de caça que apenas é comparável em diversidade à utilizada pelas aranhas.
A maioria das espécies são hermafroditas, com um único animal a poder produzir em simultâneo óvulos e espermatozoides, o que significa que pode fertilizar o seu próprio ovo, não necessitando de um parceiro sexual. Alguns são hermafroditas sequenciais, em que os óvulos e espermatozoides amadurecem em tempos diferentes. A fecundação é geralmente do tipo fecundação externa, embora nos Platyctenida os ovos sejam fertilizados dentro do corpo dos progenitores e lá mantidos até à eclosão.
Os juvenis são geralmente planctónicos e na maioria das espécies assemelham-se a Cydippida em miniatura, mudando gradualmente para as formas adultas à medida que crescem. As excepções são os Beroida, cujos juvenis se assemelham a uma miniatura da forma adulta, com grandes bocas e sem tentáculos, e os Platyctenida cujos juvenis vivem como formas planctónicas com morfologia semelhante à dos Cydippida até atingirem o tamanho de quase-adultos, deslocando-se em seguida para o fundo onde rapidamente ocorre a metamorfose para a forma adulta. Em pelo menos algumas espécies, os juvenis são capazes de reprodução antes de atingirem o tamanho e a forma adulta. A combinação de hermafroditismo com a capacidade de reprodução precoce permite que pequenas populações cresçam a uma taxa explosiva.
As espécies do filo Ctenophora podem ser abundantes durante os meses de verão em algumas regiões costeiras, mas em outros lugares são raras e difíceis de encontrar. Em baías onde ocorrem em elevado número, a predação por ctenóforos pode controlar as populações de algumas espécies de pequenos organismos zooplanctónicos, como os copépodes, que de outra forma poderiam devastar o fitoplâncton (plantas planctónicas), que são um parte vital da cadeia alimentar dos ecossistemas marinhos. Uma espécie de ctenóforo do género Mnemiopsis foi acidentalmente introduzida no Mar Negro, onde é apontada como a causa do colapso das populações de alguns peixes por predar em simultâneo as larvas dos peixes e os organismos que de outra forma serviriam de alimento para os peixes adultos. A situação foi agravada por outros factores, como a sobrepesca e as mudanças ambientais de longo prazo, que favoreceram o crescimento da população Mnemiopsis. A posterior introdução acidental de espécies do género Beroe ajudou a mitigar o problema, pois os membros deste género são predadores de outros ctenóforos, incluindo os do género Mnemiopsis.
Apesar de seus corpos moles e gelatinosos, fósseis que se acredita sejam de ctenóforos, aparentemente sem tentáculos mas com muitas mais linhas de pentes do que as formas modernas, foram encontrados em lagerstätten datados do início do Cambriano, associados a depósitos com cerca de 515 milhões de anos de idade.
A posição dos ctenóforos na árvore evolutiva dos animais tem sido debatido desde há muito, e a visão maioritária no presente, com base nos estudos de filogenia molecular, é que Cnidaria e Bilateria são mais estreitamente relacionados entre si do que qualquer um daqueles grupos com os Ctenophora. Parece que também o grupo Porifera está mais estreitamente relacionado com os Cnidaria e Bilateria do que com os Ctenophora, deixando os ctenóforos como um clade basal. Uma recente análise de filogenia molecular concluiu que o ancestral comum de todos os ctenóforos modernos era do tipo Cydippida e que todos os grupos modernos apareceram há relativamente pouco tempo, provavelmente após o evento de extinção do Cretáceo-Paleogeno (K-Pg) ocorrido há cerca de 66 milhões de anos. Evidências acumuladas desde a década de 1980 indicam que os Cydippida não são monofiléticos, ou seja não incluem todos e apenas os descendentes de um único ancestral comum, porque todos os outros grupos Ctenophora tradicionais são descendentes de várias ancestrais do tipo Cydippida .

### Morfologia
Os ctenóforos formam um filo animal que é mais complexo do que os Porifera (esponjas), sensivelmente tão complexo como os Cnidaria (águas-vivas, anémonas-do-mar e similares) e menos complexa do que os Bilateria (que inclui quase todos os outros animais). Ao contrário das esponjas, tanto os ctenóforos como os cnidários apresentam células ligadas por conexões inter-celulares e membranas basais com estrutura em forma de tapete, músculos, sistema nervoso e, na maioria dos casos, órgãos sensoriais diferenciados. Embora estas estruturas estejam ausentes em algumas espécies, os ctenóforos distinguem-se de todos os outros animais por apresentarem coloblastos que capturam as presas esguichando uma substância viscosa adesiva sobre elas.
Como as esponjas e cnidários, os ctenóforos apresentam duas camadas principais de células que ensanduícham uma camada intermediária de material gelatinoso, designada por mesogleia na descrição anatómica de cnidários e ctenóforos. Os animais mais complexos têm três camadas de células principais e nenhuma camada gelatinosa intermediário. Por essa razão, os ctenóforos e cnidários têm sido tradicionalmente rotulados como diploblásticos, juntamente com as esponjas. Tanto os ctenóforos como os cnidários apresentam um tipo de músculo que surge nos animais mais complexos a partir da camada de células da mesoderme, razão pela qual alguns livros de texto recentes classificam os ctenóforos como organismos triploblásticos, enquanto outros ainda os consideram como diploblásticos.
Variando em comprimento entre cerca de 1 milímetro e 1,5 metros, os ctenóforos são os maiores animais não-coloniais que usam cílios como método principal de locomoção. A maioria das espécies tem oito densas faixas de cílios, chamadas «linhas de pente», que percorrem todo o comprimento dos seus corpos, e bandas de cílios em forma de pente, chamados «ctenos», agrupadas ao longo das linhas de pente de forma que durante o batimento ciliar, os cílios de cada pente tocam no pente abaixo. O nome "ctenophora" significa "portador de pente", do grego κτείς (radical: κτεν-) que significa "pente" e o sufixo grego -φορος que significa "portador".
Os ctenóforos são animais transparentes e gelatinosos. A parede do seu corpo é composta de uma epiderme externa, com células sensoriais e glandulares mucosas, seguida por uma camada de musculatura lisa e uma mesogleia espessa composta por fibras e amebócitos provenientes da mesoderma. Apresentam simetria radial, assemelhando-se também neste aspecto aos cnidários, com eixo oral-aboral. A musculatura é completamente mesenquimal, separando a ectoderme da endoderme, e não apresentam esqueleto duro. A maioria dos ctenóforos tem forma esférica ou ovóide, podendo em algumas espécies apresentar um alongamento ou compressão devido a forma como o plano de simetria se desenvolve. Distinguem-se pela presença de oito fileiras meridionais de pentes ciliares (ou ctenas), responsáveis pela locomoção. Na maioria das espécies emergem de duas bainhas, situadas em lados opostos, dois longos tentáculos retráteis, com células adesivas denominadas coloblastos, que são utilizados na captura de alimento.
O sistema nervoso ocorre na forma de uma rede nervosa subepidérmica, descentralizada e mais especializada em comparação com os cnidários. Nos ctenóforas, abaixo dos pentes, os neurónios formam plexos alongados ou malhas, produzindo uma estrutura semelhante aos cordões nervosos. Na região aboral, está localizado o cérebro rudimentar (primitivo) que controla as placas ciliadas locomotoras.
O sistema sensorial é constituído por um órgão apical, chamado estatocisto, que é responsável pelo equilíbrio e orientação do animal em relação ao plano horizontal. O órgão é formado por uma cápsula em forma de sino contendo no interior tufos de cílios que sustentam uma estrutura calcária designada por estatólito.
O sistema digestivo é rudimentar, sendo a digestão tanto extracelular como intracelular. Quando a presa é engolida, é liquefeito na faringe por enzimas e por contracções musculares. A pasta resultante é levada através do canal gastrovascular pela batida de cílios e digerida pelas células nutritivas. As rosetas ciliares nos canais podem ajudar a transportar nutrientes para os músculos da mesogleia.
Não existe sistema circulatório independente nos ctenóforos, tal como nos cnidários, mas o sistema de canais gastrovasculares supre essa falta distribuindo os nutrientes para a maioria das partes do corpo.
Não existem sistemas respiratório e excretor diferenciados, pelo que a respiração e a excreção dos ctenóforos ocorrem por simples difusão através da parede corporal, sem qualquer estrutura especializada para essas funções.
O sistema gastrovascular provavelmente também recolhe os resíduos metabólicos do mesênquima para a eliminação pela boca ou pelos poros anais. As células da roseta também podem transportar resíduos ao tubo digestivo.
As espécies que vivem perto da superfície são incolores e quase transparentes. No entanto, algumas espécies que vivem em águas mais profundas são fortemente pigmentadas, por exemplo, as espécies conhecidas como "tortugas vermelhas". As linhas de pente, presentes na maioria de ctenóforos planctónicos, produzem um efeito de arco-íris, que não é causada pela bioluminescência mas pela dispersão da luz que ocorre com a movimentação dos pentes.
A bioluminescência é causada pela activação de uma complexo de proteínas de cálcio denominadas fotoproteínas. As fotoproteínas ficam localizadas em células especializadas, situadas em canais meridionais, que catalizam enzimas e produzem luz.  A maioria das espécies são bioluminescentes, e em geral, a luz é azul ou verde, podendo apenas ser vistas na escuridão. Alguns grupos significativos, incluindo todos os Platyctenida conhecidos e entre os Cydippida o género Pleurobrachia, não apresentam bioluminescência.
|                                                                              | Porifera                                                      | Cnidaria                                         | Ctenophora                                                        | Bilateria                                        |
| ---------------------------------------------------------------------------- | ------------------------------------------------------------- | ------------------------------------------------ | ----------------------------------------------------------------- | ------------------------------------------------ |
| Cnidócitos                                                                   | Não                                                           | Sim                                              | Apenas em algumas espécies (adquiridos por ingestão de cnidários) | Não                                              |
| microRNA                                                                     | Sim                                                           | Sim                                              | Não                                                               | Sim                                              |
| Genes Hox                                                                    | Não                                                           | Sim                                              | Não                                                               | Sim                                              |
| Coloblastos                                                                  | Não                                                           | Não                                              | Na maioria das espécies                                           | Não                                              |
| Órgãos digestivos e circulatórios                                            | Não                                                           | Não                                              | Não                                                               | Sim                                              |
| Número de camadas celulares principais                                       | Duas, com uma camada gelatinosa entre elas                    | Duas, com uma camada gelatinosa entre elas       | Duas ou três (não há consenso entre autores)                      | Três                                             |
| Ligações inter-celulares em cada camada                                      | Não, mas o grupo Homoscleromorpha apresenta membranas basais. | Sim: ligações inter-celulares e membranas basais | Sim: ligações inter-celulares e membranas basais                  | Sim: ligações inter-celulares e membranas basais |
| Órgão sensoriais                                                             | Não                                                           | Sim                                              | Sim                                                               | Sim                                              |
| Número de células na mesogleia                                               | Muitas                                                        | Poucas                                           | Poucas                                                            | (Não aplicável)                                  |
| As células da camada externa podem migrar para o interior e mudar de funções | Sim                                                           | Não                                              | Não                                                               | (Não aplicável)                                  |
| Sistema nervoso                                                              | Não                                                           | Sim, simples                                     | Sim, simples                                                      | Simples a complexo                               |
| Músculos                                                                     | Nenhuns                                                       | Maioritariamente epiteliomusculares              | Maioritariamente mioepiteliais                                    | Maioritariamente miócitos                        |

## Classificação
Apesar das diferenças morfológicas, alguns autores consideram os ctenóforos e os cnidários como parte de um mesmo filo, designado Coelenterata, dado que ambos os grupos dependem de fluxo de água através da cavidade do corpo tanto para a digestão como para a respiração. Contudo, os estudos de biologia molecular vieram reforçar o reconhecimento das diferenças entre os dois grupo, o que persuadiu os autores mais recentes a adoptarem sistemas de classificação biológica que os colocam em filos separados.
O número de espécies extantes de ctenóforos é incerto, pois concluiu-se que muitas das espécies formalmente descritas e com nome atribuído eram as mesmas que eram conhecidas sob um nome científico diferente. Estima-se que existam entre 100 a 150 espécies validamente descritas que não são duplicados, e que pelo menos outras 25 espécies, maioritariamente espécies pelágicas, foram reconhecidas como distintas mas ainda não foram objecto de um estudo suficientemente detalhado para permitir o seu reconhecimento formal como espécies e a correspondente descrição e nomenclatura.
O sistema de classificação mais tradicional divide os Ctenophora em duas classes: (1) as espécies com tentáculos, na classe Tentaculata; e (2) as espécies sem tentáculos, na classe Nuda.
A classe Nuda contém apenas uma ordem, ao ordem Beroida, e uma única família, a família Beroidae, com dois géneros, Beroe (com várias espécies) e Neis (uma única espécie validamente descrita).
A classe Tentaculata, com maior biodiversidade, está dividida nas seguintes ordens:
- Cydippida, agrupando espécies com corpo oval e longos tentáculos;[8]
- Lobata, agrupando as espécies com pares de lobos engrossados e tentáculos curtos;[8]
- Platyctenida, agrupando as espécies de corpo achatado que vivem nos fundos marinhos ou muito próximo dele, na sua maior parte espécies que não apresentam ctenas (pentes) na fase adulta  e usam a faringe como ventosas para se fixarem à superfície das rochas;[8]
- Ganeshida, incluindo as espécies com um par de pequenos lobos em torno da boca e uma faringe alongada semelhante aos Platyctenida;[8]
- Cambojiida
- Cryptolobiferida
- Thalassocalycida, agrupando espécies com tentáculos curtos e uma umbela semelhante às águas-vivas;[8]
- Cestida, as espécies mais corpulentas, em forma de tira.[8]

## Relação com outros filos de metazoários
|  | Lobata           |
|  |                  |
|  | Thalassocalycida |
|  |                  |
|  | Cestida          |
|  |                  |

|  | Haeckeliidae (Cydippida) |
|  |                          |
|  | Beroida                  |
|  |                          |

|  | Lobata           |
|  |                  |
|  | Thalassocalycida |
|  |                  |
|  | Cestida          |
|  |                  |

|  | Haeckeliidae (Cydippida) |
|  |                          |
|  | Beroida                  |
|  |                          |

|  | Lobata           |
|  |                  |
|  | Thalassocalycida |
|  |                  |
|  | Cestida          |
|  |                  |

|  | Haeckeliidae (Cydippida) |
|  |                          |
|  | Beroida                  |
|  |                          |

|  | Lobata           |
|  |                  |
|  | Thalassocalycida |
|  |                  |
|  | Cestida          |
|  |                  |

|  | Haeckeliidae (Cydippida) |
|  |                          |
|  | Beroida                  |
|  |                          |

|  | Lobata           |
|  |                  |
|  | Thalassocalycida |
|  |                  |
|  | Cestida          |
|  |                  |

|  | Haeckeliidae (Cydippida) |
|  |                          |
|  | Beroida                  |
|  |                          |

|  | Lobata           |
|  |                  |
|  | Thalassocalycida |
|  |                  |
|  | Cestida          |
|  |                  |

|  | Haeckeliidae (Cydippida) |
|  |                          |
|  | Beroida                  |
|  |                          |

|  | Lobata           |
|  |                  |
|  | Thalassocalycida |
|  |                  |
|  | Cestida          |
|  |                  |

|  | Haeckeliidae (Cydippida) |
|  |                          |
|  | Beroida                  |
|  |                          |

|  | Lobata           |
|  |                  |
|  | Thalassocalycida |
|  |                  |
|  | Cestida          |
|  |                  |

|  | Haeckeliidae (Cydippida) |
|  |                          |
|  | Beroida                  |
|  |                          |

A relação filogenética dos ctenóforos com os restantes Metazoa é importante para a compreensão da evolução inicial dos animais e da origem da multicelularidade, razão pela qual tem sido objecto de intensa investigação e debate ao longo das últimas décadas.
Atestando a sua relevância para a compreensão da evoçução dos animais, com a introdução dos conceitos da filogenia e da cladística, os ctenóforos foram considerados com a linhagem irmã do conjunto dos Bilateria, linhagem irmã dos Cnidaria, linhagem irmã conjuntamente dos Cnidaria, Placozoa e Bilateria, ou ainda como linhagem irmã para todos os restantes filos animais.
Um conjunto de estudos que analisou a presença e a ausência de famílias de genes e de vias de sinalização (entre os quais homeoboxes, receptores nucleares, via de sinalização Wnt e canais de sódio) mostrou evidências congruentes com os dois últimos cenários, apontando para que os ctenóforos sejam ou clade irmão dos Cnidaria, Placozoa e Bilateria ou mesmo o clade irmão de todos os outros filos animais.
Um estudo mais recente, comparando o genoma sequenciado do ctenóforo Mnemiopsis leidyi com outros genomas animais previamente sequenciados mostrou múltiplas linhas de evidência apoiando a tese de serem os Ctenophora a linhagem irmã para todos os outros animais. Essa posição sugere que alguns tipos de células neuronais e de células musculares ou foram perdidos em grandes linhagens de animais (por exemplo, nos Porifera) ou que esses tipos de células evoluíram de forma independente na linhagem Ctenophora.
Os ctenóforos e as esponjas são também o único filo conhecido de animais que não tem quaisquer genes Hox verdadeiros.
Uma vez que todos ctenóforos modernas, excepto os Beroida, têm larvas semelhantes a Cydippida, tem sido amplamente assumido que o último ancestral comum também se assemelhava aos Cydippida, com um corpo em forma de ovo e um par de tentáculos retrácteis. Uma análise puramente morfológica feita por Richard Harbison em 1985 concluiu que os Cydippida não são monofiléticos, por outras palavras, não contêm todos e somente os descendentes de um único ancestral comum que era em si um membro do agrupamento filogenético hoje designado por Cydippida. Em vez disso, demonstrou que várias famílias de Cydippida eram mais semelhantes aos membros de outras ordens de ctenóforos do que aos restantes Cydippida. Em consequência, muito provavelmente o último ancestral comum dos Ctenophora modernos era semelhante aos actuais Cydippida ou Beroida.
Uma análise da diversidade do agrupamento Ctenophora utilizando as técnicas da filogenia molecular, realizada em 2001 com recurso a 26 espécies, das quais ao tempo 4 eram recentemente descobertas, confirmou que os Cydippida não são monofiléticos e concluiu que o último ancestral comum dos Ctenophora modernos era do tipo Cydippida. Demonstrou também que as diferenças genéticas entre estas espécies eram muito pequenas, tão pequenas que as relações filogenéticas entre os Lobata, Cestida e Thalassocalycida permanecem incertas. Isto sugere que o último ancestral comum dos Ctenophora modernos é relativamente recente, talvez um sobrevivente ao evento de extinção Cretáceo-Paleogeno ocorrido há 65,5 milhões de anos, no qual as outras linhagens pereceram. Quando a análise foi ampliado para incluir representantes de outros filos animais, concluiu que os cnidários são provavelmente filogeneticamente mais intimamente relacionado com os Bilateria do que com qualquer grupo dos Ctenophora, mas este diagnóstico é incerto.

## História evolutiva
Devido aos seus corpos moles e gelatinosos, os fósseis de ctenóforos são extremamente raros, sendo que os poucos fósseis que foram interpretadas como de ctenóforos foram encontrados em lagerstätten, lugares onde o ambiente era excepcionalmente adequado para preservação dos tecidos moles. Até meados da década de 1990, apenas eram conhecidos dois espécimes suficientemente bem preservados para permitir uma análise morfológica detalhada, ambos membros do grupo coroa e datados do início do período Devoniano (Emsiano). Três espécies putativos adicionais foram encontrados na formação Burgess Shale e em outras rochas canadianas da mesma idade, datadas de há cerca de 505 milhões de anos, idade que corresponde a  meados do período Cambriano. Todos os espécimes aparentemente não tinham tentáculos, mas apresentavam entre 24 e 80 linhas de pente, muitas mais do que as 8 linhas que são típicas nas espécies extantes. Também parecem terem tido estruturas semelhantes a órgãos internos, diferente de qualquer estrutura encontrada em ctenóforos vivos.
Uma das espécies fósseis primeiro reportados em 1996 tinha uma grande boca, aparentemente rodeado por um bordo dobrado que pode ter sido muscular. Evidências recolhidas em material fóssil encontrado posteriormente na China sugere que tais ctenóforos tiveram distribuição generalizada no Cambriano, mas que seriam morfologicamente muito diferentes das espécies modernas, sendo que, por exemplo, as filas de pentes estavam localizadas em lâminas destacadas.
Por outro lado, o espécime do biota ediacarana identificado como do género Eoandromeda poderia supostamente representar um ctenóforo.
Em resumo, os únicos registos fósseis conhecidos são questionáveis e reportam-se somente a dois períodos, um do Devoniano e outro do Cambriano Médio. Com pouca informação, pode-se apenas aventar a hipótese de que os ctenóforos são um grupo monofilético que provavelmente surgiu na evolução da condição metazoária, separando-se cedo do grosso dos restantes animais.

## Ecologia e reprodução
Os ctenóforos são encontrados na maioria dos ambientes marinhos. Das águas polares aos trópicos; perto das costas e no meio do oceano, das águas de superfície para as profundezas do oceano.
A locomoção suave despista os predadores e a transparência e pigmentação os auxiliam na camuflagem. A presença da bioluminescência atrai presas e companheiros sexuais, além de ser uma defesa contra os predadores.
A reprodução assexuada é comum, pois os ctenóforos podem regenerar virtualmente qualquer parte perdida, inclusive o órgão apical dos sentidos. Há especulação de que os ctenóforos podem reproduzir-se por brotamento.
A maioria das espécies é hermafrodita, mas são conhecidas algumas espécies gonocorísticas. Os pelágicos geralmente liberam seus gametas pela boca na água do mar circunvizinha, ou a fertilização cruzada ocorre. Dutos espermáticos especiais ocorrem ao menos em alguma espécies de platicnídeos. Os zigotos, formados pela fertilização, são liberados para o ambiente através da epiderme.
Possuem ciclo de vida monomórfico, sem alternância de gerações e sem qualquer tipo de fase de vida fixa ou séssil (o que difere dos Cnidários). E fase larval distinta, a larva epididia é normalmente produzida.
Os ctenóforos são animais carnívoros e alimentam de outros animais planctônicos como:
- Copépodos (crustáceos)
- Ovos e larvas de peixes
- Cnidários
- Outros ctenóforos

Presença de células adesivas chamadas coloblastos que auxiliam na captura e para apreender as presas.

## Espécies avistadas no Brasil
Em estudo realizado recentemente, as seguintes espécies foram registradas no Canal de São Sebastião, situado entre Ilhabela e o continente:
- Beroe ovata (Chamisso & Eysenhardt 1821)
- Bolinopsis vitrea (L. Agassiz 1860)
- Leucothea multicornis (Quoy & Gaimard 1824)
- Mnemiopsis leidyi (A. Agassiz 1865)
- Ocyropsis crystallina (Rang 1828)
- Vallicula multiformis (Rankin 1956)